# Премия Энни Кэннон
Премия Энни Джамп Кэннон по астрономии (англ. Annie J. Cannon Award in Astronomy) — награда Американского астрономического общества, присуждается женщине, жительнице Северной Америки, не позднее 5 лет назад получившей степень PhD, за выдающийся вклад в астрономию или связанные с ней отрасли естествознания. Размер премии составляет $1 500.
Вручается с 1934 года. С 1934 по 1968 год присуждалась Американским астрономическим обществом. В период с 1973-го по 2004-й присуждалась Американской ассоциацией университетских женщин совместно с Американским астрономическим обществом, с 2005-го прерогатива награждения снова перешла исключительно к Американскому астрономическому обществу. Названа в честь американской женщины-астронома Энни Джамп Кэннон.
Это единственная премия Американского астрономического общества, присуждаемая только женщинам.

## Лауреаты премии Энни Кэннон
- 1934: Пейн-Гапошкина, Сесилия Хелена
- 1937: Мур-Ситтерли, Шарлотта
- 1940: Хансен, Джулия Винтер[англ.]
- 1943: Мори, Антония Каэтана
- 1946: Высоцки, Эмма[англ.]
- 1949: Хогг, Хелен
- 1952: Барней, Ида[англ.][1]
- 1955: Принс, Хелен Додсон[англ.]
- 1958: Майялл, Маргарет[англ.]
- 1962: Харвуд, Маргарет[англ.]
- 1965: Бем-Фитензе, Эрика
- 1968: Своуп, Генриетта Хилл[англ.]
- 1974: Тинслей, Беатриса
- 1976: Гармани, Катарина[англ.]
- 1978: Шкоди, Паула[англ.]
- 1980: Уилсон, Энн Ли[англ.]
- 1982: Янг, Юдит[англ.]
- 1984: Динерстейн, Гарриет[англ.]
- 1986: Уайз, Розмари[англ.]
- 1988: Мич, Карен
- 1989: Хьюитт, Жаклин
- 1990: Урри, Клаудиа Меган[англ.]
- 1991: Лу, Джейн
- 1992: Лада, Элизабет[англ.]
- 1993: Баум, Штефи
- 1994: Гез, Андреа
- 1995: Мэдден, Сьюзан[англ.]
- 1996: Наджита, Джоан
- 1997: Ма Чунпей[англ.]
- 1998: Каспи, Виктория
- 1999: Ои, Мэрион (Салли)[англ.]
- 2000: Уэйнбергер, Алисия[англ.]
- 2001: Барджер, Эми[англ.]
- 2002: Калогера, Василики[2]
- 2003: Фергюсон, Аннет[англ.]
- 2004: Эллисон, Сара[англ.]
- 2006: Кьюли, Лиза[англ.]
- 2007: Хорншмайер, Энн[англ.]
- 2008: Грин, Дженни[англ.]
- 2009: Содерберг, Алисия[англ.]
- 2010: Фребель, Анна[англ.]
- 2011: Мандельбаум, Рашель[англ.]
- 2012: Натсон, Хезер[англ.]
- 2013: Додсон-Робинсон, Сара[англ.]
- 2014: Левеск, Эмили[англ.]
- 2015: Наоз, Смадар[англ.]
- 2016: Лаура Лопес[англ.]
- 2017: Доусон, Ребека[англ.]
- 2018: Кливз, Ильзе[англ.]
- 2019: Бурхарт, Блэксли[англ.]
- 2020: Морли, Кэролайн[англ.]
- 2021: Laura Kreidberg